# Luis Nery
Luis Nery (* 12. Dezember 1994 in Tijuana, Baja California, Mexiko als Luis Esteban Nery) ist ein mexikanischer Boxer im Bantamgewicht.

## Karriere
Nery absolvierte insgesamt nur neun Amateurkämpfe, die er alle gewinnen konnte, fünf davon durch K. o.
Sein Profidebüt gab Nery am 5. Mai 2012 gegen seinen Landsmann Jose Guadalupe Salgado, der ebenfalls debütierte, und gewann diesen Kampf durch T.K.o. in Runde 1.
Im April 2016 errang er den vakanten amerikanischen kontinentalen Titel des WBC, als er Martin Casillas in einem auf 10 Runden angesetzten Fight deutlich nach Punkten bezwang. Ende Juli desselben Jahres verteidigte er diesen Gürtel gegen David Sanchez durch einen vorzeitigen Sieg. Am 17. Dezember 2016 eroberte er den WBC-Silber-Titel, der ebenfalls vakant war, mit einem T.-K.-o-Sieg gegen Raymond Tabugon.
Am 15. August des darauffolgenden Jahres trat Nery gegen den japanischen WBC-Weltmeister Shinsuke Yamanaka um dessen Titel an. Der Japaner hatte jenen Titel seit 2011 inne und ihn elf Mal verteidigt und galt als absoluter Topfavorit. Völlig überraschend schlug Nery Yamanaka jedoch in der 4. Runde k.o. und krönte sich zum WBC-Weltmeister.